# Aleksei Markov
Aleksei Markov (n. 26 mai 1979, Moscova, RSFS Rusă, URSS) este un ciclist rus, medaliat olimpic. A participat la 5 ediții ale Jocurilor Olimpice (1996, 2000, 2004, 2008, 2012) în care a câștigat două medalii de bronz.